# Emanuel Perathoner
Emanuel Perathoner (Bolzano, 12 maggio 1986) è uno snowboarder italiano.

## Biografia
In Coppa del Mondo ha esordito il 29 gennaio 2003 a San Candido (14ª).
Nel 2010 ha debuttato ai Giochi olimpici invernali di Vancouver terminando trentanovesimo.
A 26 anni entra a far parte del gruppo sportivo dell'esercito.
Nel 2018 ha preso parte ai XXIII Giochi olimpici invernali a Pyeongchang venendo eliminato ai quarti e concludendo in quindicesima posizione nella gara di snowboard cross.
Il 22 dicembre 2018 ha ottenuto la sua prima vittoria in Coppa del Mondo a Cervinia. Il 1º febbraio 2019 ha vinto il bronzo ai Mondiali di Park City 2019.
Nel 2021 ha un brutto infortunio in allenamento mentre sta tentando di compiere un salto. Dopo 4 operazioni si rende poi necessaria, nell'aprile del 2022, la protesi. Diventa a tutti gli effetti un atleta paralimpico, facente parte del Gruppo Sportivo Paralimpico della Difesa, e partecipa ai circuiti di categoria. 
Il 22 dicembre 2023 riceve a Roma il collare d'oro al merito sportivo paralimpico per la sua vittoria mondiale nello snowboard Dual Banked Slalom LL2 2023.

## Palmarès

### Mondiali
- 1 medaglia:
  - 1 bronzo (snowboard cross a Park City 2019)

### Coppa del Mondo
- Miglior piazzamento nella Coppa del Mondo di snowboard cross: 6º nel 2019 e nel 2020
- 5 podi:
  - 1 vittoria
  - 2 secondo posto
  - 2 terzo posto

#### Coppa del Mondo - vittorie
| Data             | Luogo    | Paese  | Disciplina |
| ---------------- | -------- | ------ | ---------- |
| 22 dicembre 2018 | Cervinia | Italia | SBX        |